# Markus Gier
Markus Gier (San Gallo, 1º gennaio 1970) è un ex canottiere svizzero.

## Palmarès
- Giochi olimpici

Atlanta 1996: oro nel due di coppia pesi leggeri.
- Mondiali

Bled 1989: argento nel quattro di coppia pesi leggeri.
Montreal 1992: bronzo nel due di coppia pesi leggeri.
Račice 1993: argento nel due di coppia pesi leggeri.
Indianapolis 1994: bronzo nel due di coppia pesi leggeri.
Tampere 1995: oro nel due di coppia pesi leggeri.
Colonia 1998: bronzo nel due di coppia pesi leggeri.